# Oddworld: Stranger’s Wrath
Oddworld: Stranger’s Wrath — приключенческая игра, разработанная Oddworld Inhabitants и изданная Electronic Arts для Microsoft Xbox. Музыка для игры была написана композитором Майклом Броссо. Игра была выпущена 25 января 2005. Версия для PlayStation 2 была запланирована, но отменена. В 2011 году вышло переиздание Oddworld: Stranger’s Wrath HD для платформ Windows, PlayStation 3, PlayStation Vita и OnLive. На этот раз игра получила серьёзно улучшенную графику в разрешении 720p и поддержку управления контроллером PlayStation Move. Игра не совместима с Xbox 360. Позже переиздание вышло для платформ Nintendo Switch, PlayStation 4, Xbox One.

## Сюжет
Игра Oddworld: Stranger’s Wrath довольно сильно отличается от предыдущих проектов серии. На этот раз главным героем выступает Stranger, работающий охотником за головами. Его главная задача — заработать 20000 мулахов (внутриигровая валюта) для проведения некой таинственной операции, для чего он должен ловить преступников, за которых обещано вознаграждение.
Игровой процесс делится на два режима. В первом, когда используется вид от третьего лица, игроку предстоит исследовать виртуальные просторы и выслеживать очередную цель. Второй режим выглядит как шутер от первого лица. После того как цель отслежена, есть два способа её схватить — живьём или предварительно убив. Второе сделать гораздо легче, но и награда будет не такой высокой, как при задержании живого преступника.

## Отзывы
| Сводный рейтинг    | Сводный рейтинг                                              |
| Агрегатор          | Оценка                                                       |
| ------------------ | ------------------------------------------------------------ |
| GameRankings       | Xbox: 87,04 % PS3: 82,61 %                                   |
| Metacritic         | XBOX: 88/100 PS3: 82/100 VITA: 83/100 iOS: 77/100 NS: 72/100 |
| Иноязычные издания |                                                              |
| Издание            | Оценка                                                       |
| TouchArcade        | [ 11 ]                                                       |

Игра получила высокие оценки критиков. На агрегаторе рецензий Metacritic и GameRankings она получила соответственно 88 баллов и 87,04 %.
Летом 2018 года, благодаря уязвимости в защите Steam Web API, стало известно, что точное количество пользователей сервиса Steam, которые играли в Oddworld: Stranger's Wrath HD хотя бы один раз, составляет 153 101 человек.